# امیر معینی
امیر معینی (زادهٔ ۱۳۳۹ در تهران) موسیقی‌دان و آهنگساز اهل ایران است.

## زندگی هنری
امیر معینی در سال ۱۳۳۹ در تهران متولد شد. او تحصیلات موسیقی خود را در هنرستان عالی موسیقی به پایان برد و به تدریس موسیقی و آهنگسازی مشغول شد. وی در سال ۱۳۸۷ از برگزیدگان بخش آهنگسازیِ سیزدهمین جشنواره بین‌المللی موسیقی فجر بود. او از اعضای کانون آهنگسازان خانه موسیقی ایران و کانون آهنگسازان سینمای ایران است. امیر معینی بیش از ۱۰۰ قطعهٔ موسیقی ساخته و همچنین به مدت ۱۸ سال، به عنوان عضو آکادمی سینمای ایران، داوری بخش موسیقی جشن سینمای ایران را به عهده داشته‌است. وی به عنوان یکی از تنظیم‌کنندگان در پروژهٔ ۱۵۴ ترانه روی غزلیات شکسپیر، با علی رهبری همکاری داشته‌است. او همچنین برای ساخت موسیقی فیلم‌های زن زیادی و ملی و راه‌های نرفته‌اش، کاندید بهترین موسیقی متن از نهمین دوره و بیستمین دورهٔ جشن سینمای ایران شد. وی از آهنگسازان آلبوم موسیقی بوسه بر بال‌های پروانه بوده‌است. از جمله شاگردان او می‌توان به «فرید سعادتمند» اشاره نمود.

## آثار هنری
از جمله آثار امیر معینی، به موارد زیر می‌توان اشاره نمود:

### موسیقی فیلم و سریال
- فیلم سینمایی ملی و راه‌های نرفته‌اش به کارگردانی تهمینه میلانی[۱۱]
- فیلم سینمایی زن زیادی به کارگردانی تهمینه میلانی[۱۲]
- فیلم سینمایی واکنش پنجم به کارگردانی تهمینه میلانی[۱۳]
- فیلم سینمایی نیمهٔ پنهان به کارگردانی تهمینه میلانی[۱۴][۱۵]
- فیلم بلند «درخت دوستی»[۱]
- سریال تلویزیونی تا غروب به کارگردانی محمد بنایی[۱]

### کتاب
- «تمرینات سرایش آوازی»[۱۶]
- «گزیده آثار آهنگسازان بزرگ»[۱۷][۱۸]
- «۵۱ ترانهٔ محلی ایران برای پیانو»[۱۹]
- «تاریخچه مصور و شنیداری آواز و آواز گروهی در ایران و جهان»[۱]
- «یکصد و یک موسیقی فیلم از بهترین‌های سینمای ایران و جهان برای پیانو»[۲۰]
- «آهنگ‌های ایرانی برای کیبورد قابل استفاده برای تمام سازها» (جلد ۱ و ۲)[۲۱][۲۲]
- شرح، بسط و ویرایش «آرمنی موسیقی ایران یا موسیقی ربع پرده» اثر علی‌نقی وزیری[۲۳]

### برخی آثار موسیقی
- «سمفونی اول»[۱]
- «محلی» (برای ارکستر)[۲۴]
- «۲۴ قطعه برای پیانو»[۱]
- «مجموعه زمزمه‌های پاک»[۱]
- «موسیقی سمفونیک در مایهٔ شوشتری»[۲۵]
- «ناله نی نوایی» با شعر عباس سجادی و خوانندگی «علی خدایی»[۲۶]
- «جشن تولد» (موسیقی کودک) با شعر «ایرج قنبری» و خوانندگی شهرزاد بهشتیان[۲۷]